# أوريل ستاين
السير مارك أوريل ستاين (بالمجرية: Stein Márk Aurél) (1862 - 1943 م) هو مستشرق ومكتشف وعالم آثار مجري المولد.
من آثاره «رحلة آثارية في جيدروسيا» (1931م)؛ و«في طريق إيران الغربية القديمة».

## روابط خارجية
- أوريل ستاين على موقع الموسوعة البريطانية (الإنجليزية)
- أوريل ستاين على موقع مونزينجر (الألمانية)